# Amalaric
Pour les articles homonymes, voir Amalric.
Amalaric, né en 502 et mort en 531, est roi wisigoth d'Hispanie, de Septimanie de 511 à 531. Il règne également sur la Provence jusqu'en 526. Il est le dernier roi de la famille des Balthes. C'est le fils légitime d'Alaric II et de Téodegonde Amalasunta des Amales, princesse des Ostrogoths, fille de Théodoric le Grand.

## Biographie
Lors de la bataille de Vouillé, Amalaric est sur le champ de bataille avec son frère aîné Geisalic et son père qui y trouve la mort. Alors que son frère est élu roi des Wisigoths, à Narbonne, il est placé sous la tutelle de Théodoric le Grand, son grand-père maternel et roi des Ostrogoths. Ainsi, il était protégé des ambitions de Geisalic, et il devient effectivement roi d'Hispanie et de Septimanie en 522 (l'Aquitaine étant passée aux mains des Francs). Son grand-père gouverne en son nom jusqu'en 526 et place un gouverneur ostrogoth Theudis à ses côtés, qui continue sa mise sous tutelle jusqu'à la mort d'Amalaric en 531, avant de prendre sa place sur le trône.
En 526, il fixe la frontière qui sépare le royaume wisigoth du royaume ostrogoth, en laissant la Provence aux Ostrogoths en échange de la fin du tribut payé par les Wisigoths aux Ostrogoths. Afin d'arrêter les raids francs dans le Nord de son royaume, il se marie la même année avec Clotilde, fille de Clovis, roi des Francs et de Clotilde, ce qui lui permit de récupérer une partie de l'Aquitaine grâce à la dot de Clotilde. Par la suite, il s'efforce d'établir l'arianisme dans ses États, maltraite Clotilde, parce qu'elle veut rester nicéenne, alors qu'il est arien.
Selon Grégoire de Tours dans son Histoire des Francs, Clotilde était, sous ordre de son mari « couverte de boue et d'ordure et insultée par son peuple ». Également, Amalaric la « frappa au point de faire couler son sang, dont son voile fut tout trempé ».
Il s'attire ainsi la guerre avec Childebert, frère de Clotilde. Il est défait à Narbonne en 531, perdant par là son trésor, fait retraite vers Barcelone où il est poignardé par ses propres sujets vers le mois de décembre. Theudis, le gouverneur ostrogoth mis en place par son grand-père, lui succède à la tête du royaume Wisigoth.